# Oțeleni (okręg Vaslui)
Oțeleni – wieś w Rumunii, w okręgu Vaslui, w gminie Hoceni. W 2011 roku liczyła 570 mieszkańców.